# Laguna de Brus
Laguna de Brus är en lagun i Honduras.   Den ligger i departementet Departamento de Gracias a Dios, i den östra delen av landet, 300 km nordost om huvudstaden Tegucigalpa.